# Eurycope manifesta
Eurycope manifesta är en kräftdjursart som beskrevs av Menzies och George 1972. Eurycope manifesta ingår i släktet Eurycope och familjen Munnopsidae. Inga underarter finns listade i Catalogue of Life.